# Mario Longhena
Mario Longhena (Parma, 24 maggio 1876 – Bologna, 25 febbraio 1967) è stato un politico italiano.

## Biografia
Nacque in una famiglia dalle condizioni economiche disagiate, poiché il padre Paolo, inizialmente impiegato governativo del ducato di Parma, aveva perso il posto per aver combattuto come garibaldino e aveva dovuto improvvisarsi rilegatore di libri. Nel 1892 il sedicenne Mario si iscrisse al Partito Socialista Italiano e, dopo essersi laureato all'Università di Bologna (ebbe come professori Giovanni Pascoli, Giosuè Carducci ed Edoardo Brizio), fu professore in un liceo classico di Agrigento.
A causa della lontananza dal luogo natio, fa molte domande di trasferimento e passerà poi a Bologna, che diventerà la sua città di adozione e dove continuerà l'attività di docente liceale, tra l'altro nel Liceo Galvani. A Bologna fu iniziato in Massoneria il 22 giugno 1908, nella Loggia Otto agosto, e il 12 aprile 1911 divenne Maestro massone.  Dal 1914 al 1920 fu assessore all'istruzione del capoluogo emiliano nella giunta socialista di Francesco Zanardi, ma durante la dittatura fascista fu costretto al silenzio, venendo aggredito fisicamente nel 1924 e costretto al pensionamento nel 1939; nel frattempo divenne redattore del quotidiano socialista Avanti! e prese parte alla Resistenza partigiana.
Nel 1946 venne eletto deputato tra le file del PSI ma l'anno dopo aderì al neonato Partito Socialdemocratico Italiano. Nel 1948 fu presidente provvisorio della Camera (rimase in carica fino all'elezione di Giovanni Gronchi) e nel 1949 Alcide De Gasperi lo pose a capo della Croce Rossa Italiana, incarico che mantenne fino al 1957; nello stesso anno ricevette la medaglia d'oro di benemerito della scuola, della cultura e dell'arte.

## Riconoscimenti
A Bologna gli sono intitolate una scuola primaria e una via.